# Robin Hedström
Robin Hedström (* 16. März 1989) ist ein schwedisch-isländischer Eishockeyspieler, der seit 2016 beim Hisingens IK in der schwedischen Division 3, der fünfthöchsten Spielklasse des Landes, unter Vertrag steht. Sein älterer Bruder Dennis steht beim Göteborgs IK im Tor und ist ebenfalls isländischer Nationalspieler.

## Karriere
Robin Hedström begann seine Karriere als Eishockeyspieler in der Nachwuchsabteilung des damaligen schwedischen Zweitligisten Växjö Lakers Hockey, für den er es sowohl im U-18- als auch im U-20-Bereich bis in die zweithöchste schwedische Jugendklasse schaffte. Bereits in seinem letzten Juniorenjahr spielte er zusätzlich zu seinem Engagement in Växjö auch in der Division 2, der vierthöchsten Herren-Spielklasse Schwedens, beim Nässjö HC. Nach Stationen beim Alvesta SK und dem Lenhovda IF, wechselte er 2011 zum Åseda IF, der – wie die vorgenannten Verein – ebenfalls in der Division 2 spielte. Mit der Mannschaft aus Småland musste er zwar 2012 in die Division 3 absteigen, bereits im Folgejahr gelang aber die Rückkehr in die Division 2. 2014 kehrte er zum Alvesta SK zurück, um aber bereits ein Jahr später zum Ligakonkurrenten Bäcken HC zu wechseln. Seit 2016 spielt er für den Hisingens IK in der Division 3.

### International
Obwohl er bisher ausschließlich für schwedische Vereine aktiv war, spielte Robin Hedström stets in der isländischen Nationalmannschaft. Er spielte bei den Weltmeisterschaften 2008, 2009, 2010, 2011, 2012, 2013, 2014, 2015, 2016 und 2017, als er zum besten Spieler der Isländer gewählt wurde, jeweils in der Division II.

## Erfolge und Auszeichnungen
- 2006 Aufstieg in die J20 Elit mit den Växjö Lakers
- 2013 Aufstieg in die Division 2 mit dem Åseda IF